# Примикання (Чечня)
Примикання (рос. Примыкание) — селище, підпорядковане місту Аргун Чечні Російської Федерації.
Населення становить 313 осіб. Входить до складу муніципального утворення Аргунський міський округ.

## Історія
Від 1 січня 2020 року органом місцевого самоврядування є Аргунський міський округ. Раніше належало до Грозненського району.

## Населення
| 1990 | 2002 | 2010 |
| ---- | ---- | ---- |
| 233  | ↗271 | ↗313 |